# Manuel de Sousa
Manuel de Sousa (1470 ? - 18 de julho de 1549) foi um arcebispo português, arcebispo de Braga.

## Biografia
D. Manuel de Sousa era filho de D. Rui de Sousa, Senhor de Beringel e Senhor de Sagres e de sua segunda mulher Branca de Vilhena, filha de Martim Afonso de Melo, 3.º Senhor de Ferreira de Aves jure uxoris, 2.º Senhor de Arega, 2.º Alcaide-Mor do Castelo de Olivença, e Guarda-Mor do Rei D. Duarte I de Portugal, e de sua mulher Margarida de Vilhena, 3.ª Senhora de Ferreira de Aves, e irmã do 1.° Conde de Olivença.
Foi abade de São Salvador do Taboado, na diocese do Porto. Foi nomeado Diocese do Algarve em Silves em 1538, confirmado pelo Papa Paulo III pelas bulas Gratia divina premium e Apostolatus offitium, em 9 de outubro de 1538. Com a morte de D. Duarte de Portugal, arcebispo de Braga, é nomeado para aquela Sé, em 22 de março de 1545.
Logo no início da sua primazia, a Diocese de Miranda foi desmembrada, a pedido do rei D. João III. Entre seus feitos à frente da Sé Primacial, está a fundação da Casa da Relação, o Auditório e a Capela de Nossa Senhora. Em 1549, mandou que fosse reimpresso os Breviários Bracarenses.
Foi ao Porto para negócios da Igreja e lá faleceu, em 18 de julho de 1549. Foi primeiro enterrado no claustro do Convento de Santo Elói, mas sob as ordens do arcebispo Agostinho de Castro, seu corpo foi transladado para a Capela de São Geraldo na Sé de Braga.